# Estadio Dinamo (Vladivostok)
El Estadio Dinamo (del ruso: Стадион «Дина́мо») es un estadio multiusos de la ciudad de Vladivostok, Rusia. El estadio fue construido en 1957 y tiene capacidad para 10 200 espectadores. El club de fútbol Luch-Energiya Vladivostok jugaba en el estadio Dinamo sus partidos oficiales como local hasta su disolución en 2020. Actualmente lo usufructúa el otro club de la ciudad, el FC Dynamo Vladivostok. 

## Historia
El estadio fue construido en 1957 en la calle Almirante Fokin, junto al paseo marítimo y puerto deportivo de Vladivostok, y la última remodelación fue en 2004, en la que se instalaron los sistemas de iluminación artificial, calefacción y riego. En la actualidad cuenta con 10.200 espectadores, aunque el presidente Anatoli Beznyak aseguró que a largo plazo estudiarán aumentar la capacidad hasta las 15 000 o 17 000 localidades.
En septiembre de 2009, un informe de la Secretaria de Justicia de Vladivostok, Elena Kozakov, reveló que el estadio Dinamo podría ser clausurado temporalmente debido a deficiencias en los sistemas de seguridad, especialmente en lo relacionado con medidas contra incendios.